# Clinodiplosis tsugae
Clinodiplosis tsugae är en tvåvingeart som först beskrevs av Ephraim Porter Felt 1907.  Clinodiplosis tsugae ingår i släktet Clinodiplosis och familjen gallmyggor. Inga underarter finns listade i Catalogue of Life.